# Cantó de Borg Lastic
El cantó de Borg Lastic és un cantó francès del departament del Puèi Domat, situat al districte de Clarmont d'Alvèrnia. Té 7 municipis i el cap és Borg Lastic.

## Municipis
- Bourg-Lastic
- Briffons
- Lastic
- Messeix
- Saint-Julien-Puy-Lavèze
- Saint-Sulpice
- Savennes

## Història
| Data d'elecció                           | Identitat        | Partit          | Qualitat |
| ---------------------------------------- | ---------------- | --------------- | -------- |
| 1961-1967                                | Willy Mabrut     | SFIO            |          |
| 1967-1979                                | Jean Morellon    | RI, després UDF |          |
| 1979-1992                                | Paul Passelaigue | PS              |          |
| 1992-1998                                | Armand Blanchet  | UDF             |          |
| 2004-                                    | Gilles Battut    | PS              |          |
| les dades anteriors no són pas conegudes |                  |                 |          |
|                                          |                  |                 |          |

## Demografia
| 1962  | 1968  | 1975  | 1982  | 1990  | 1999  | 2007  |
| ----- | ----- | ----- | ----- | ----- | ----- | ----- |
| 5.911 | 6.382 | 5.203 | 4.700 | 3.723 | 3.377 | 3.112 |